# Screaming Trees

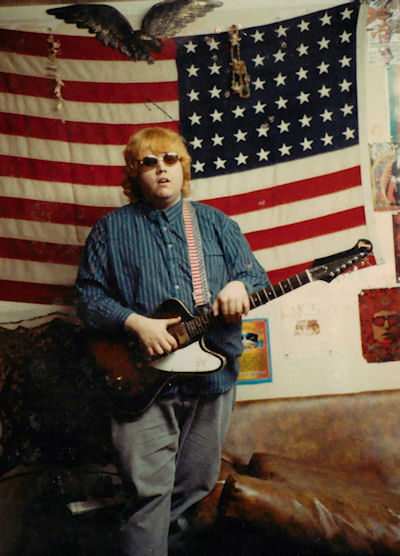
Gary Lee Conner (1987)

Screaming Trees was een Amerikaanse grungeband. Hoewel ze goede kritieken kregen, evenaarden ze nooit de bekendheid van andere grungebands zoals Pearl Jam, Nirvana en Soundgarden. 

## Biografie
De band werd opgericht in 1985 in Ellensburg (Washington) door de broers Gary Lee Conner (gitaar) en Van Conner (bas), zanger Mark Lanegan en drummer Mark Pickerel. 
In de periode van 1985 tot 1989 namen ze een aantal platen op voor het SST-label. Eind 1991, na het uitbrengen van Uncle Anesthesia, verliet Pickerel de band en werd vervangen door Barrett Martin. Hun laatste twee albums, Sweet Oblivion en Dust, waren bescheiden commerciële successen. Dit was grotendeels te danken aan de song Nearly Lost You, die voorkwam op de soundtrack van de film Singles. De groep ging uit elkaar na de tour voor hun album Dust uit 1996.
Alle groepsleden gingen zich na de split bezighouden met andere muzikale projecten, waarbij Mark Lanegan het meest succesvol bleek. Hij bracht verschillende goed onthaalde soloalbums uit en werkte samen met onder andere Queens of the Stone Age. Ook maakte hij met zijn Mark Lanegan Band een soloplaat, Bubblegum, en vormde hij samen met Greg Dulli de rockband The Gutter Twins.
Lanegan overleed op 22 februari 2022 op 57-jarige leeftijd. Van Conner overleed op 17 januari 2023 op 55-jarige leeftijd.

## Discografie
- Clairvoyance (1986)
- Even If and Especially When (1987)
- Other Worlds (1988, ep)
- Invisible Lantern (1988)
- Buzz Factory (1989)
- Change Has Come (1990, ep)
- Anthology: SST Years 1985-1989 (1990, compilatie)
- Uncle Anesthesia (1991)
- Sweet Oblivion (1992)
- Dust (1996)
- Nearly Lost You (2001, compilatie)
- Ocean of Confusion: Songs of Screaming Trees 1989-1996 (2004, compilatie)
- Last Words: The Final Recordings (2011)

- Bibsys: 8083364
- Gemeinsame Normdatei: 3063993-1
- International Standard Name Identifier: 0000 0001 0661 0836
- Library of Congress Control Number: n91119200
- MusicBrainz: bc5e6e42-73ba-44fa-a41e-3379402f0429
- Nationale Bibliotheek van Tsjechië: xx0026405
- Nationale Bibliotheek van Israël: 987007412866505171
- Virtual International Authority File: 131184542